# Bondinho da rua XV de Novembro

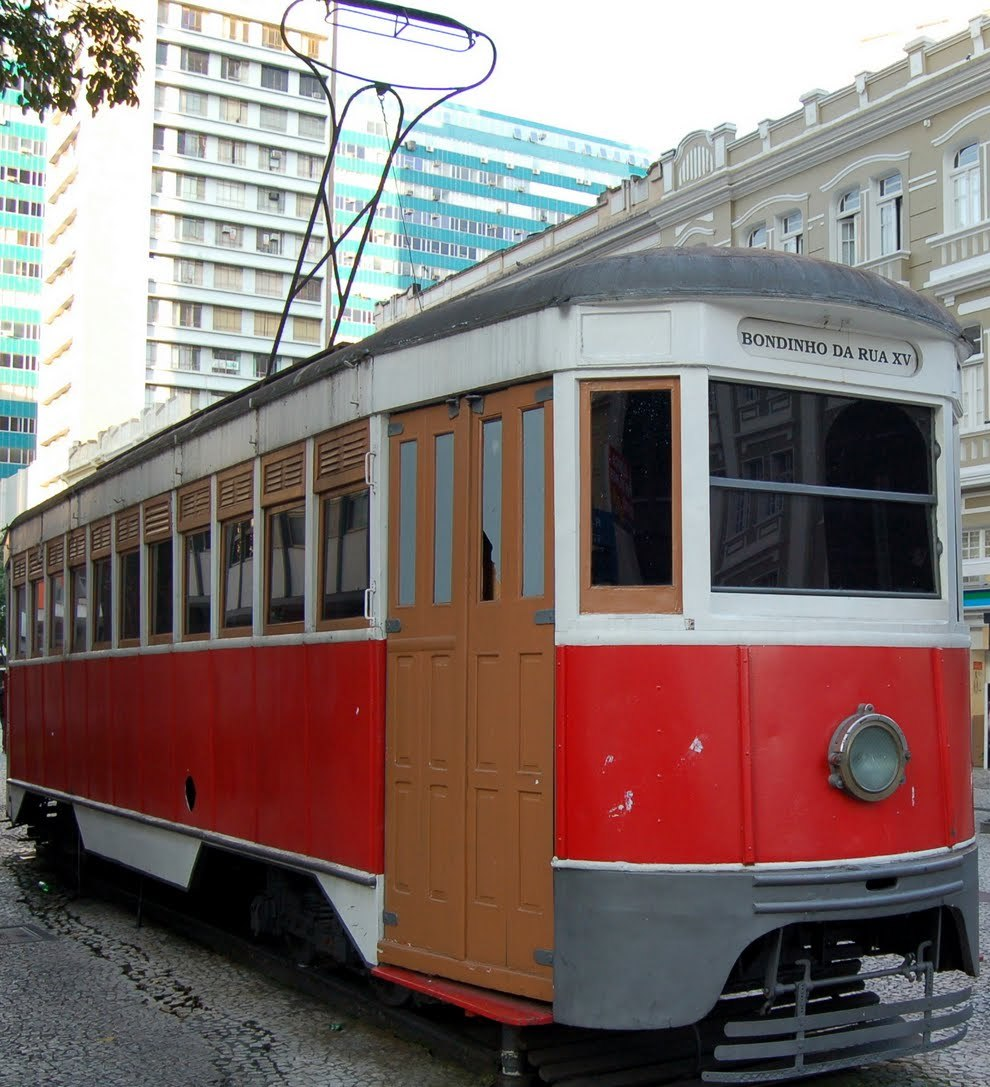
Bondinho da XV - ponto turístico do calçadão da Rua das Flores

O Bondinho da Rua XV de Novembro é um ponto turístico do calçadão da Rua das Flores, localizado na capital paranaense.

## História
Estacionado na esquina da Rua XV de Novembro com a Rua Ébano Pereira, o bondinho foi inaugurado em 27 de outubro de 1973, com o objetivo inicial de fornecer recreação para as crianças, por meio de atividades pedagógicas e artísticas, enquanto seus pais se ocupavam em fazer compras nas lojas do calçadão.
Entre os anos de 1986 a 1989, o local transformou-se em ponto de informações turísticas, mas a partir de 14 de outubro de 1989, numa grande festa em homenagem ao Dia da Criança, voltou a oferecer os seus serviços originais. 
No período de um ano e meio, entre 2004 e 2005, o bondinho esteve desativado e logo após a prefeitura, em parceria com o banco HSBC, fez uma ampla reforma para que passasse e efetuar atividades culturais e, novamente, de recreação, porém, em 2008 os serviços foram suspensos e o Bondinho fechou as portas.
Em novembro de 2010, depois de uma longa reforma, o bondinho da Rua XV foi reativado ao público curitibano. Sob a responsabilidade da Fundação Cultural de Curitiba, a famosa atração foi denominada de Bondinho da Leitura, oferecendo uma pequena biblioteca aos transeuntes da Rua das Flores.
O Bondinho da XV oferece aos curitibanos e turistas uma oportunidade de recordação do calçadão, sendo muito fotografado, principalmente aos finais de ano, quando ocorrem os espetáculos natalinos do Palácio Avenida.

## Ligação externa
- Bondinho da XV, desativado, deixa saudades Jornal Comunicação da UFPR